# Flygfältet, Vanda stad
Flygfältet (finska: Lentokenttä) är en stadsdel i mellersta Vanda stad i landskapet Nyland. Stadsdelens namn kommer av att Helsingfors-Vanda flygplats upptar största delen av området. 
Flygfältet är Vanda stads största koncentration av arbetsplatser. Det finns 11 000 arbetsplatser (2001), varav 9 000 inom servicesektorn. Invånarantalet har sjunkit mycket de senaste årtiondena och cirka 10 personer bor i stadsdelen. År 1980 hade stadsdelen ännu 200 invånare.
Stadsdelen är nästan helt självförsörjande vad gäller service. Det finns till exempel caféer, restauranger, banker och god kollektiv trafik. Stadsdelen har en egen brandstation, vattentäkt, vattentorn och elverk för att garantera att flygplatsen ska fungera i alla situationer. En del av servicen är ändå tillgänglig endast för de som passerat flygplatsens säkerhetskontroll. 
På området har flera flygbolag sina kontor, fraktstationer, hangarer och verkstäder. Kontorsområdet Aviapolis växer fram söder om flygplatsen i stadsdelen Skattmans.